# Gadaboubi
Gadaboubi (auch: Gadabour) ist ein Dorf in der Landgemeinde Kellé in Niger.

## Geographie
Das von einem traditionellen Ortsvorsteher (chef traditionnel) geleitete Dorf liegt rund 23 Kilometer nordöstlich des Hauptorts Kellé der gleichnamigen Landgemeinde, die zum Departement Gouré in der Region Zinder gehört. Zu den Siedlungen in der näheren Umgebung von Gadaboubi zählen Azoumba im Nordwesten, Kaïgama im Osten und Kaoutchouloum im Südwesten.
Gadaboubi ist Teil der Übergangszone zwischen Sahara und Sahel. Die durchschnittliche jährliche Niederschlagsmenge beträgt hier zwischen 200 und 300 mm. Beim Dorf erstreckt sich das 280 Hektar große Waldschutzgebiet Forêt classée de Gadaboubi.

## Geschichte
Das Dorf Gadaboubi bestand bereits im 19. Jahrhundert. Es wurde von Einwohnern des Nachbardorfs Kaoutchouloum gegründet.

## Bevölkerung
Bei der Volkszählung 2012 hatte Gadaboubi 482 Einwohner, die in 85 Haushalten lebten. Bei der Volkszählung 2001 betrug die Einwohnerzahl 234 in 48 Haushalten und bei der Volkszählung 1988 belief sich die Einwohnerzahl auf 398 in 92 Haushalten.
Die Bevölkerungsdichte in diesem Gebiet ist gering und liegt bei unter 10 Einwohnern je Quadratkilometer.

## Wirtschaft und Infrastruktur
Die Siedlung liegt in einem Gebiet der Naturweidewirtschaft, wobei vor allem die Rinder- und Schafzucht wirtschaftlich bedeutend sind.